# Gaby (auteur)
Pour les articles homonymes, voir Gaby.
Gaby, pseudonyme de Gérard Guéro, est un scénariste de bandes dessinées français né le 14 février 1964 à Clamart.

## Biographie
Gaby a notamment écrit les scénarios de la série Les Blondes, une série de bande dessinée humoristique qui retranscrit la majorité des blagues connues sur les femmes blondes, souvent relatives à leur prétendue stupidité.
Il écrit également des scénarios d'albums « sérieux » et des romans avec sa femme, Anne Guéro, sous le pseudonyme de « Ange » ou de G.E. Ranne.

## Publications
- Les Blondes, avec Dzack (dessin), Gaby (scénario) et Yoann Guillo (couleur), Soleil, collection Humour :

1. Tome 1, 2005[4].
2. Tome 2, 2005.
3. Tome 3, 2005[5].
4. Plus blondes que jamais, 2006.
5. Qui dit mieux ?, 2007.
6. Mises à nu, 2007.
7. James Blondes 007, 2007.
8. Le Grand Huit, 2008.
9. Il est pas joli, mon neuf ?, 2009.
10. Ça se fête, 2009.
11. Plus blondes que blondes, 2009.
12. Coucou Qui C'est ?, 2010.
13. Ca porte bonheur !, 2011.
14. Dans mes bras !, 2011.
15. C'est cadeau , 2011.
16. Blonde Attitude , 2012.
17. Vous voulez ma photo ?, 2012.
18. Vu à la télé, 2013.
19. Ça plane pour moi !, 2013.
20. Tome 20, 2014.
21. Olé !, 2014.
22. On est tous blondes !, 2015.
23. C'est tous les jours Noël !, 2015.
24. Allo ?!, mai 2016.
25. Tome 25, mai 2016.
26. Les blondes à la campagne, juin 2017.
27. Super hotte !, décembre 2017.

- Les Blondes - Hors-série

1. Les Blondes en Ch'ti (2008)
2. Les Blondes en Breton (2009)
3. Les Mini-Blondes (2010)
4. Morceaux choisis (2010)
5. 3D, plus mieux qu'Avatar ! (2010)
6. Best-Of 3D ! (2011)
7. Les Recettes (2011)
8. Les Blondes 3D - Tome 3 (2012)
9. Blondes Academy (2012)
10. La compil' des vacances ! (2013)
11. Les Animals (2014)
12. Les blondes en trois dés ! (2015)

- Les Cancres, de Ghorbani (dessin), Gaby et Pijo (scénario), Soleil, collection Humour :
  - T1 : Cancre un jour..., 2006
  - T2 : En net progrès, 2008
  - T3 : Peut mieux faire..., 2009.